# 芒市华侨农场
芒市华侨农场，是云南省德宏傣族景颇族自治州芒市的一个华侨农场，位于芒市坝，用于安置归国华侨、难侨，2009年撤销。

## 历史
1962年，成立国营芒市农场总场，下辖风平农场（原芒市农场，1952年建立，前身为德宏州热带作物试验场）、帕底农场（原芒市军垦农场，1955年建立）、遮相垦殖场（1955年建立，前身为芒市青年集体农庄、德宏州农场）和大湾畜牧场（1960年建立）。1965年，遮相垦殖场更名为遮相华侨农场，隶属芒市华侨农场总场，同年大湾畜牧场移交潞西县地方政府管理。1970年5月，云南生产建设兵团成立，国营芒市农场改为兵团第三师十四团。1974年恢复国营芒市农场，下辖风平、遮相、帕底三个分场。1978年，国营芒市农场由农垦系统移交侨务系统，安置被越南政府驱逐的难侨，扩建为芒市华侨农场。截止1988年，芒市华侨农场共安置了归国华侨、难侨4,736人。1988年，移交潞西县政府管理，1992年实行公司体制改革，成立芒市华侨实业总公司，实行一个机构两块牌子:73。2003年3月，成立芒市华侨集团公司，与农场完全分离:73。2009年4月20日，推行农场改革，将芒市华侨农场撤销。

## 行政区划
芒市华侨农场下辖以下地区：
城西分场、遮相分场、帕底分场。
2009年农场撤销后，三个分场改为社区，分别并入勐焕街道、轩岗乡、风平镇。

## 经济
芒市华侨农场主要发展橡胶、蔗糖、茶叶产业，建有糖厂、茶厂、商业公司等机构。